# FK Ordabasy Shymkent
El FK Ordabasy Shymkent (en kazakh Ордабасы Шымкент Футбол Клубы) és un club kazakh de futbol de la ciutat de Shymkent.

## Història
El club es fundà el juliol de 2000 per la fusió de Zhiger i Tomiris, adoptant el nom de Dostyk.
Evolució del nom:
- 2000 : Dostyk
- 2003 : Ordabasy

Zhiger
- 1949 : Dinamo Shymkent
- 1960 : Yenbek
- 1961 : Metallurg
- 1981 : Meliorator
- 1992 : Zhiger

Tomiris
- 1992 : Arsenal-SKIF
- 1993 : SKIF-Ordabasy
- 1998 : Tomiris
- 1999 : Sintez
- 2000 : Tomiris

## Palmarès
- Lliga kazakha de futbol:[2]
  - 2023
- Copa kazakha de futbol:[3]
  - 2011, 2022
- Supercopa kazakha de futbol:
  - 2012
- Segona divisió kazakha de futbol:
  - 1998 (Tomiris), 2001 (Dostyk)